# 프레드릭스함 조약

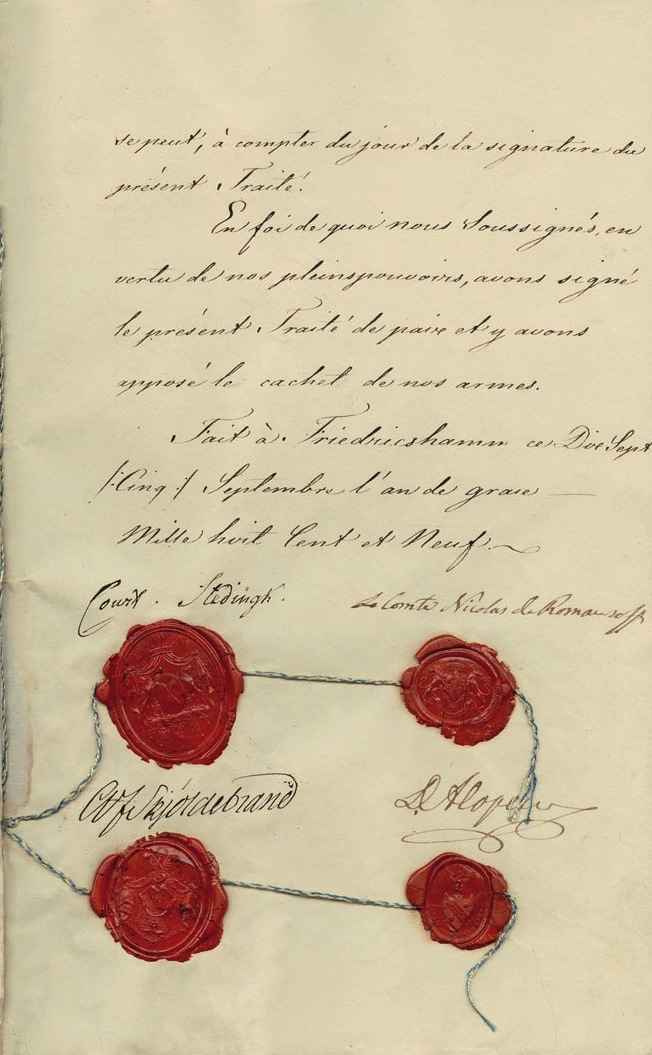
프레드릭스함 조약의 마지막 페이지

프레드릭스함 조약(스웨덴어: Freden i Fredrikshamn, 핀란드어: Haminan rauha, 러시아어: Фридрихсгамский мирный договор)은 1809년 9월 17일에 러시아의 프레드릭스함(현재의 핀란드 하미나)에서 러시아 제국과 스웨덴 사이에 체결된 핀란드 전쟁의 평화 조약이다.
이 조약에 따라 스웨덴은 라플란드, 베스테르보텐 지방의 일부 지역, 올란드 제도와 핀란드 본토를 러시아 제국에 할양했다. 러시아 제국의 알렉산드르 1세 황제는 핀란드에 자치권을 부여하면서 핀란드 대공국을 수립했고 러시아제국 영토가 되었다.